# Frederik van Baden-Durlach

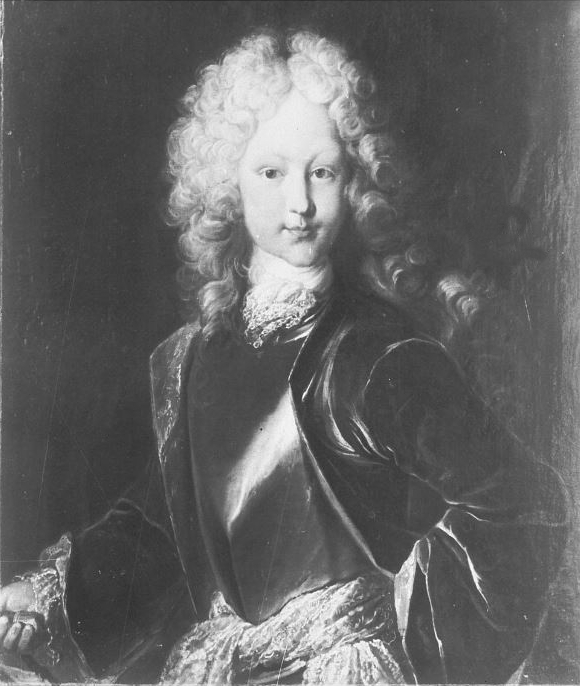
Portret van erfprins Frederik van Baden-Durlach, gemaakt in 1715 door Johann Rudolf Huber.

Frederik van Baden-Durlach (Stuttgart, 7 oktober 1703 — Karlsruhe, 26 maart 1732) was erfprins van Baden-Durlach. Hij behoorde tot het huis Baden.

## Levensloop
Frederik was de tweede zoon van markgraaf Karel III Willem van Baden-Durlach en Magdalena Wilhelmina van Württemberg (1677-1742), dochter van hertog Willem Lodewijk van Württemberg.
Na de vroege dood van zijn oudere broer Karel Magnus werd hij in 1712 erfprins van het markgraafschap Baden-Durlach. Zijn vader zorgde ervoor dat hij een goede opleiding kreeg en stuurde hem op uitgebreide reizen naar Frankrijk, de Republiek der Zeven Verenigde Nederlanden en Engeland. 
In 1724 werd hij benoemd tot officier van de Zwabische Kreistroepen en in 1728 tot generaal-wachtmeester. Toen zijn vader in 1729 naar de Republiek der Zeven Nederlanden reisde, nam Frederik het regentschap van Baden-Durlach op zich. 
Frederik had een zwakke gezondheid en stierf in 1732 op 28-jarige leeftijd, vermoedelijk aan longtuberculose. 

## Huwelijk en nakomelingen
Op 3 juli 1727 huwde hij met Amalie van Nassau-Dietz (1710-1777), dochter van vorst Johan Willem Friso van Nassau-Dietz. Uit het huwelijk werden twee zonen geboren:
- Karel Frederik (1728-1811), markgraaf van Baden-Durlach en vervolgens markgraaf en groothertog van Baden
- Willem Lodewijk (1732-1788), gouverneur van Arnhem